# یواس‌اس ام. ام. دیویس (اس‌پی-۳۱۴)
یواس‌اس ام. ام. دیویس (اس‌پی-۳۱۴) (به انگلیسی: USS M. M. Davis (SP-314)) یک کشتی بود که طول آن ۱۵۰ فوت (۴۶ متر) بود. این کشتی در سال ۱۹۱۲ ساخته شد.